# Trifluorojodometan
Trifluorojodometan, CF
3I – organiczny związek chemiczny z grupy halometanów, pochodna metanu, w której wszystkie atomy wodoru zostały zastąpione atomami fluoru i jodu. Jest niepalnym, bezbarwnym i światłoczułym gazem, który zaproponowano jako eksperymentalny zamiennik innych halonów oraz SF
6 podczas gaszenia pożarów, przede wszystkim instalacji elektrycznych na terenach niezaludnionych.

## Otrzymywanie i właściwości chemiczne
Trifluorojodometan można otrzymać w wyniku reakcji trifluorooctanu sodu lub trifluorooctanu srebra z jodem:
CF
3COOM + I
2 → CF
3I + CO
2↑ + MI
gdzie M = Na lub Ag
Jest środkiem stosowanym w reakcjach trifluorometylowania ketonów (w szczególności w katalizowanej rodem α-trifluorometylacji α,β-nienasyconych ketonów), aldehydów, imin, disiarczków i diselenków oraz cyklicznych siarczanów organicznych. Pod wpływem światła lub w temperaturze powyżej 100 °C reaguje z wodą tworząc niebezpieczne związki chemiczne, takie jak fluorowodór (HF), jodowodór (HI) i fluorek karbonylu (COF
2).

## Wpływ na atmosferę
Niszczenie warstwy ozonowej
CF
3I jest związkiem z grupy halonów, znanych z wysokiego potencjału niszczenia warstwy ozonowej. CF
3I jest jednak nietrwały i ulega szybkiej degradacji pod wpływem promieniowania UV. Jego trwałość w atmosferze jest szacowana na czas rzędu godzin lub dni, a nawet jedynie kilka minut. W efekcie jego potencjał niszczenia warstwy ozonowej jest bardzo niski i wynosi ok. 0,01–0,02, czyli rzędu jednej tysięcznej wartości dla bromotrifluorometanu (halonu 1301), CBrF
3.
Efekt cieplarniany
Wiązania C−F absorbują promieniowanie elektromagnetyczne w oknie atmosferycznym, co może przyczyniać się do wzrostu efektu cieplarnianego. Potencjał tworzenia efektu cieplarnianego trifluorojodometanu jest jednak stosunkowo niewielki, 20–40% potencjału CO
2.